# Всеволож (Чернігівщина)
Всеволож — руське місто у Чернігівському князівстві, що розташоване у Ніжинському районі Чернігівської області.
Ймовірно, було засноване наприкінці 11 сторіччя.
Перша згадка у літописі датована 20 вересня 1147 року: «І коли почули це Ізяслав і Ростислав, що вже нарізно розійшлися половці, почувши [про] них, а [Ольговичі] пішли до Чернігова, то стали вони обидва думати з мужами своїми, і з дружиною, і з чорними клобуками, куди б їм напереріз піти до них. І сказали їм обом чорні клобуки і дружина його, [Ізяслава]: «Туди нам напереріз — до Всеволожа».
І, це сказавши, пішли вони їм напереріз, та не перегнали їх дО [города] Всеволожа, бо вже Ізяслав Давидович, і Святослав Ольгович, і Всеволодович Святослав пройшли були мимо Всеволожа. Ізяслав же Мстиславич із братом своїм Ростиславом не пішли вслід за ними, а, прийшовши сюди, до Всеволожа, полками своїми, взяли город Всеволож на добичу і в нім [жителів] двох інших городів, [що] сюди були ввійшли.
Коли ж почули інші городи,— Уненіж, Біла Вежа, Бохмач,— що Всеволож узятий, то побігли [жителі їхні] до Чернігова, і багато інших городів побігло.»
Вдруге місто згадане у січні 1153 року: « І коли стали вони біля [города] Всеволожа, то тут Ізяслав одрядив сина свого Мстислава на половців з полками своїми і з усіма чорними клобуками.»
Втретє місто Всеволож згадане під 1156 роком: «У той же рік утік Володимирович [Святослав], синовець Ізяслава [Давидовича], із [города] Березого в [город] Вщиж і зайняв у нього всі городи подесенські [і город] Всеволож».
Остання літописна згадка датована 1158 роком: «І вельми пожалівся Святослав на це слово, яке йому повідав Георгій, і сказав Святослав: «Господи! Поглянь на моє смирення! Скільки я поступався, не хотячи крові пролити християнської і отчини своєї погубити, [щоб] узяти Чернігів із сімома городами пустими, Моровійськ, Любеч, Оргощ, Всеволож,— адже в них сидять псарі лише та половці!».
Місто було знищене 1239 року монголо-татарами.
У 17 століття на місці давнього Всеволожа виникло село Сиволож, біля якого існує давньоруське городище.